# سیارک ۶۳۰
سیارک ۶۳۰ (به انگلیسی: 630 Euphemia، نامگذاری:1907XW) ششصد و سیمین سیارک کشف شده‌است که در ۷ مارس ۱۹۰۷ و در هایدلبرگ کشف شد.
قدر مطلق سیارک برابر ۱۱٫۰۰ است.